# Janice Filmon
Janice C. Filmon, née Wainwright en 1943 à Winnipeg, dans le Manitoba, est la 25e lieutenante-gouverneure du Manitoba de 2015 à 2022.